# Aaadonta fuscozonata
Aaadonta fuscozonata is een slak uit de familie van de Endodontidae. De wetenschappelijke naam van de soort is voor het eerst geldig gepubliceerd in 1889 door Beddome. De soort is endemisch in Palau.
1. ↑  (en) Aaadonta fuscozonata op de IUCN Red List of Threatened Species.